# Николаев, Константин Константинович
Константин Константинович Николаев (1859 — после 1916) — генерал-майор русской императорской армии; герой Первой мировой войны.

## Биография
Родился 13 марта 1859 года[по какому календарю?] в Санкт-Петербурге.
Получил образование на дому. В императорской армии с 28 декабря 1878 года. Окончил Варшавское пехотное юнкерское училище. 25 мая 1883 года получил чин прапорщика. Служил в 31-м пехотном резервном кадровом батальоне. 30 августа 1884 года получил чин подпоручика. 30 августа 1888 года получил чин поручика. 15 марта 1890 года получил чин штабс-капитана. 15 марта 1896 ода получил чин капитана. 26 февраля 1908 года получил чин подполковника. По состоянию на 1 января 1909 года служил в Новогеоргиевском 1-м крепостном полку. 6 декабря 1912 года получил чин полковника. По состоянию на 1 марта 1914 года служил в Усть-Двинском 179-м пехотном полку.
Участвовал в Первой мировой войне. С 19 декабря 1914 года по 2 июня 1916 года был командиром Дубненского 299-го пехотного полка. 1 сентября 1915 года получил чин генерал-майора. 2 июня 1916 года был отчислен от должности из-за болезни и был назначен в резерв чинов при штабе Минского военного округа. 26 января 1917 года был уволен от службы.
По состоянию на 29 января 1924 года проживал в Киеве.

## Награды
- Орден Святого Георгия 4-й степени (7 февраля 1917)
- Георгиевское оружие (1 июня 1915)
- Орден Святого Владимира 3-й степени с мечами (16 августа 1915)
- Орден Святой Анны 2-й степени с мечами (6 марта 1915)
- Орден Святой Анны 2-й степени (1909)
- Орден Святого Станислава (18 февраля 1914)